# Colorado City (Teksas)

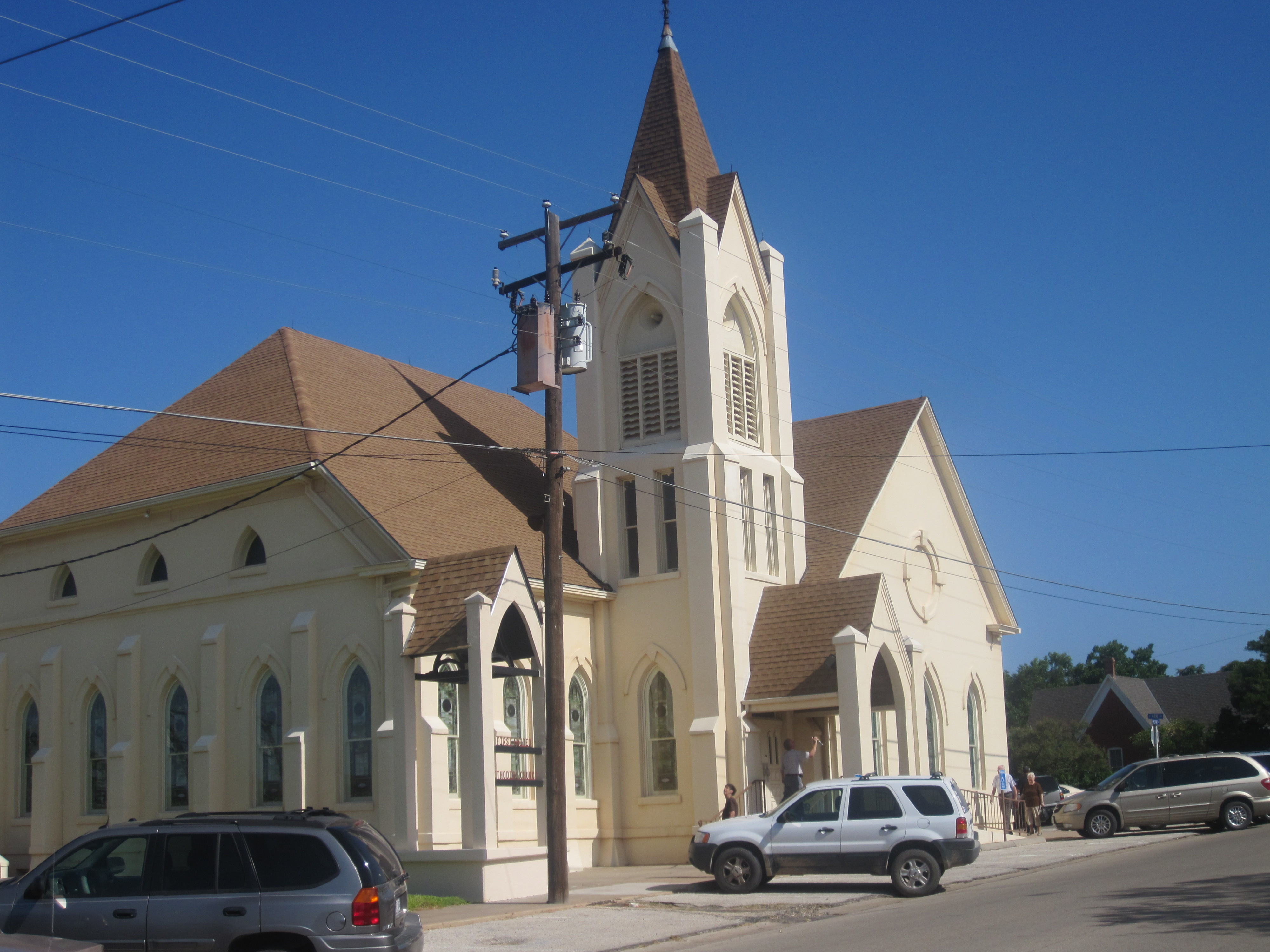
Kościół metodystyczny w Colorado City

Colorado City – miasto w Stanach Zjednoczonych, w stanie Teksas, w hrabstwie Mitchell. W 2000 roku liczyło 4281 mieszkańców.